# گمینا تولکمیتسکو
گمینا تولکمیتسکو (به لهستانی:  Gmina Tolkmicko) یک گمینا در لهستان است که در شهرستان البلانگ واقع شده‌است. گمینا تولکمیتسکو ۲۲۵٫۳ کیلومتر مربع مساحت و ۶٬۶۷۰ نفر جمعیت دارد.